# Ruggiero Giovannelli
Ruggiero Giovannelli (Velletri, vers l'any 1560, i mort a Roma després del 1615) fou un compositor italià.
Primer fou mestre de capella de Sant Lluís dels Francesos de Roma, i després passà a la del Col·legi Alemany. El 1594 succeí a Giovanni Pierluigi da Palestrina en el mateix càrrec a la Basílica de Sant Pere del Vaticà, i el 1599 fou agregat al Col·legi de capellans sochantres de la Capella Sixtina.
És considerat com un dels millors mestres de l'escola romana del seu temps, i totes les seves obres es conserven en els arxius de la basílica del Vaticà i de la Capella Sixtina, figurant entre elles: cinc llibres de madrigals, canzonette, etc.; dos llibres de motets; un Miserere; la missa a 8 veus Vestiva i colli, escrita a base d'un motet de Palestrina; un Jubilate a 8 veus, etc.
A més, per encàrrec de Pau V, corregí el gradual per a ús de la capella pontifícia.